# Antonio Pigafetta
Antonio Pigafetta, nascido Antonio Lombardo (Vicenza, 1491 – Vicenza 1534), foi um marinheiro, geógrafo e escritor vêneto.
Pagou de seu próprio bolso uma expressiva quantia para acompanhar e auxiliar o capitão português a serviço da Espanha, Fernão de Magalhães, em sua viagem ao redor do mundo.
Manteve um registro acurado da viagem, o qual mais tarde lhe foi valioso na tradução de uma das línguas filipinas, o Cebuano, sendo considerado o primeiro documento a registrar esta linguagem.
Dos duzentos e sessenta homens que partiram na expedição em 1519, Pigafetta foi um dos dezoito que lograram retornar à Espanha em 1522, tendo completado a circum-navegação sob o comando de Juan Sebastián Elcano após a morte de Magalhães.
O seu relato é a fonte da maior parte do que sabemos sobre a viagem de Elcano.

## Juventude
Pigafetta pertencia a uma família abastada de Vicenza. Na sua juventude estudou Astronomia, Geografia e Cartografia. No início do século XVI, serviu a bordo das galés dos Cavaleiros de Rodes. Até 1519, acompanhou o Núncio Papal, Monsenhor Chieregati à Espanha.

## Viagem
Em Sevilha, ouviu falar da expedição de Magalhães e negociou a sua admissão como passageiro pagante. A despeito das suas dificuldades iniciais com Magalhães, ele conseguiu conquistar a sua confiança e serviu como seu lenguaraz (intérprete) e cartógrafo.
Durante a viagem, Pigafetta coletou inúmeros dados sobre geografia, clima, flora, fauna e os habitantes dos lugares visitados pela expedição. As suas notas meticulosas serviram como valiosos testemunhos para os subsequentes exploradores e cartógrafos, principalmente pelo emprego que fez de dados náuticos e linguísticos. 

## Retorno

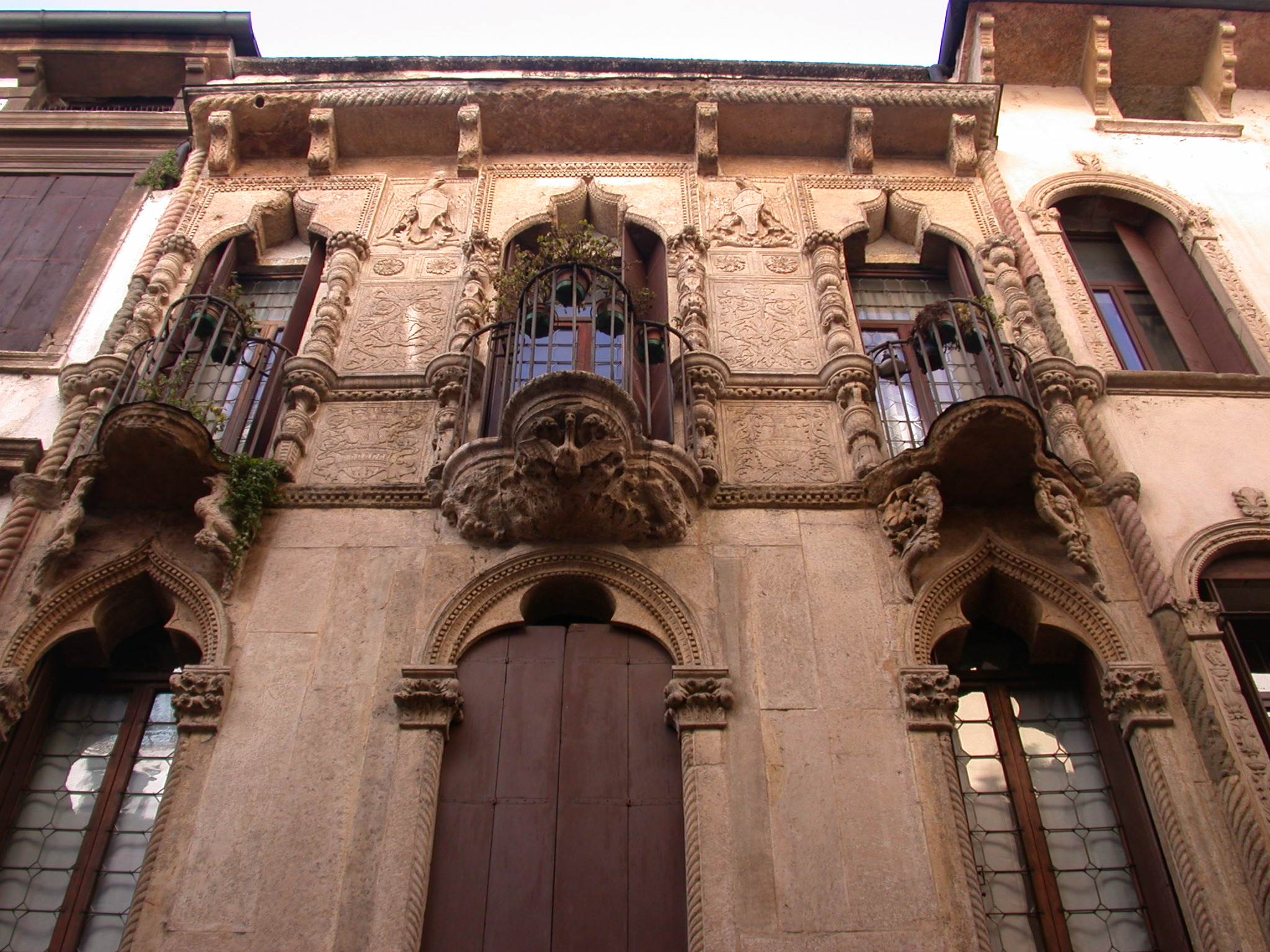
Casa Pigafetta, situada na Contrà Antonio Pigafetta no centro histórico de Vicenza, é um edifício erguido por volta de 1481, apresentando uma fachada de estilo gótico tardio com elementos de inspiração renascentista. A construção é tradicionalmente associada à família Pigafetta e frequentemente mencionada como possível local de nascimento ou residência de Antonio Pigafetta, cronista da viagem de circum-navegação liderada por Fernão de Magalhães, embora não haja comprovação documental de que tenha sido efetivamente sua moradia pessoal.

Durante o confronto em que Magalhães foi morto em Mactan, nas Filipinas, Pigafetta foi um dos feridos. Entretanto, conseguiu se recuperar e encontrava-se entre os dezoito sobreviventes a bordo do Victoria, que retornaram à Espanha, três anos após a partida.
Tendo aportado a Sanlúcar de Barrameda (Província de Cadiz) em setembro de 1522, Pigafetta retornou à Itália, onde relatou as suas experiências na obra Relazione del Primo Viaggio Intorno Al Mondo, composta em italiano e publicada em Paris em 1525. Uma publicação integral do relato só seria feita em fins do século XVIII, tendo se perdido o documento original.
Entretanto, foi através de uma narrativa anterior, de autoria de Maximilianus Transylvanus, publicada em 1523, que os europeus tiveram informações da primeira circum-navegação da Terra. Na qualidade de Secretário do Imperador Carlos V do Sacro Império Romano, Transylvanus recebeu instruções para entrevistar os sobreviventes da expedição de Magalhães quando o Victoria retornou à Espanha em setembro de 1522.
Pigafetta foi armado como Cavaleiro De Malta.